# Red svetega Mihaela
Red svetega Mihaela (francosko Ordre de Saint-Michel) je francoski dinastični viteški red, ki ga je 1. avgusta 1469 ustanovil francoski kralj Ludvik XI. kot konkurenčni odgovor na Red zlatega runa, ki ga je ustanovil vojvoda Filip Dobri Burgundski, glavni Ludvikov tekmec za zvestobo vojvod Orléansa, Berryja in Bretanije. Cilj reda je bil potrditi zvestobo kraljevih vitezov. Število vitezov je bilo sprva  omejeno na  enaintrideset. Kasneje se je povečalo na šestintrideset, vključno s kraljem. Položaj prošta je bil ustanovljen leta 1476. Red svetega Mihaela je bil najvišji red v Franciji, dokler ga ni nadomestil Red Svetega Duha.
Vladni organi julijske revolucije leta 1830 so ga po revoluciji uradno odpravili, vendar so se njegove dejavnosti nadaljevale. Mednarodna komisija za viteške redove ga še vedno priznava.

## Zgodovina
Prvi vitezi reda so bili najmočnejši plemiči Francije, bližnji kraljevi sorodniki in nekaj članov drugih evropskih kraljevih hiš. Število članov, imenovanih spremljevalci, je bilo prvotno omejeno na petintrideset. Med francoskimi verskimi vojnami po letu 1565, ko je bila zvestoba kralju še kako pomembna, je Karel IX. povečal število članov na petdeset, kralj Henrik III. pa po letu 1574 morda celo na sedemsto.
Red svetega Mihaela, posvečen nadangelu Mihaelu, je vsakemu članu izročil zlat znak s podobo svetnika, ki stoji na skali (Mont Saint-Michel) in se bori s kačo. Geslo reda je bilo "immensi tremor oceani", kar pomeni "tresenje neizmernega oceana". Izpeljano je iz ideje o svetem Mihaelu, ki z Mont Saint-Michela gleda na Atlantski ocean. Znak je bil obešen na dovršeni  ovratnici reda svetega Mihaela, izdelani iz školjk pokrovač, simbola romarjev, zlasti tistih v Santiago de Compostela, povezanih z dvojnimi vozli. V statutu reda je bilo navedeno, da je znak lahko obešen na preprosti verižici in kasneje na črnem traku.
Ob ustanovitvi Reda svetega Mihaela je slavni iluminator Jean Fouquet naslikal naslovno miniaturo Statuta (Pariz, Bibliothèque Nationale, fr. 19819). Na njej je upodobljen kralj, ki predseduje vitezom. Po prvotnem načrtu naj bi se vitezi srečevali vsako leto 29. septembra v Mont Saint-Michelu v Normandiji. Oddaljeno zbirno mesto je bilo nepraktično, zato je kralj Karel VIII. leta 1496 zbirališče prenesel v kapelo Saint-Michel-du-Palais, del pariške srednjeveške kraljeve rezidence Palais de la Cité, ki je kralji niso več uporabljali. 15. avgusta 1555 je bil sedež reda s pisnim patentom prenesen v kraljevi Château de Vincennes izven Pariza.
Ludvik XVI.  je 20. junija 1790 ukinil Red sv. Mihaela.  Ponovno ga je obudil Ludvik XVIII. 16. novembra 1816,  vendar se zanj ni zanimal in po letu 1816 ni dobil  novih vitezov. Francoske oblasti so leta 1830 red ponovno ukinile. Zadnji član reda je umrl leta 1850,  V letih 1929, 1930 ter v 1970. in 1980. letih je bilo imenovanih deset novih vitezov.
Red svetega Mihaela (1460–1830) se lahko šteje za predhodnika Ordre des Arts et des Lettres (Red umetnosti in književnosti). Red, ki je bil prvotno namenjen  aristokraciji, je postal red za civilne zasluge, s katerim so bili odlikovani številni umetniki, arhitekti, zbiratelji in literati.

## Pomembni člani
Formalni seznam članov reda ne obstaja. Imena članov je mogoče razbrati iz omemb njihovega imenovanja, sekundarnih virov  ali seznamov, ki vsebujejo spremljevalce iz določenih družin ali regij.
Znanih je petnajst vitezov iz prve kohorte, mož "dobrega razuma, poguma, modrosti in drugih velikih in hvalevrednih vrlin", ki jih je imenoval Ludvik XI. in jih zadolžil, da skupaj sz njim izberejo naslednje, ki bodo dopolnili prvo kohorto šestintridesetih vitezov (vključno s kraljem):
- Charles de France
- Jean II. de Bourbon
- Louis de Luxembourg-Saint-Pol
- André de Laval-Montmorency, maršal Francije
- Jean V. Bueilski
- Louis II. Beaumont-Bressuirski
- Jean d'Estouteville
- Louis de Laval]]
- Louis de Bourbon-Roussillon
- Antoine de Chabanness
- Jean de Lescun, maršal Francije
- Georges II. de La Trémoill
- Gilbert de Chabannes
- Louis Bastet de Crussol
- Tanneguy du Châtel

## Galerija
- Karel VIII. Francoski z ogrlico Reda svetega Mihaela
- Ludvik XII. Francoski z ogrlico Reda
- Kralj Framc I. predseduje zasedanju reda
- Ogrlica reda